# Tierney River
Tierney River är ett vattendrag i Antarktis. Det ligger i Östantarktis. Australien gör anspråk på området. Tierney River ligger vid sjön Crooked Lake.